# Victor Lundin
Victor Lundin o Vic Lundin (Chicago, Illinois, 15 de juny de 1930 - Los Angeles, Califòrnia, 29 de juny de 2013) fou un actor, guionista i productor de cinema nord-americà que sovint se l'anomenà com el primer Klingon en l'original Star Trek. Conegut també pel seu paper de Divendres (personatge) a la pel·lícula de ciència-ficció Robinson Crusoe on Mars.

## Filmografia

### Llargmetratges
| Any  | Títol                        | Rol                                    | Notes                                        | Referències |
| ---- | ---------------------------- | -------------------------------------- | -------------------------------------------- | ----------- |
| 1958 | Mackenzie's Raiders          | Líder Comanxe Quanah Parker            | Sèrie de televisió, com a Vic Lundin.        | [ 3 ] [ 4 ] |
| 1959 | The Miracle                  | Sergent                                | Com a Victor Lundin.                         | [ 5 ] [ 6 ] |
| 1960 | Ma Barker's Killer Brood     | Machine Gun Kelly                      | Com a Vic Lundin.                            | [ 6 ]       |
| 1962 | Two for the Seesaw           | Cantant (sense acreditar)              |                                              | [ 6 ]       |
| 1963 | Island of Love               | Sequaç                                 |                                              | [ 6 ]       |
| 1963 | Promises! Promises!          | Tuglio                                 |                                              | [ 6 ]       |
| 1964 | Robinson Crusoe on Mars      | Friday (Divendres)                     |                                              | [ 7 ] [ 6 ] |
| 1965 | The Greatest Story Ever Told | Guarda centurió (sense acreditar)      |                                              | [ 6 ]       |
| 1966 | Beau Geste                   | Vachiaro                               | Com a Vic Lundin.                            | [ 6 ]       |
| 1967 | Hondo And The Apaches        | Silva, un malvat Apache                |                                              | [ 8 ]       |
| 1976 | Super Seal                   | Home de l'embarcador (sense acreditar) | També acreditat com a guionista i productor. | [ 4 ]       |
| 2002 | Fatal Kiss                   | Professor Van Helsing                  |                                              | [ 4 ]       |
| 2006 | The Theory of Everything     | Gene                                   |                                              | [ 4 ]       |
| 2007 | Revamped                     | Professor Van Dyke                     |                                              | [ 4 ]       |